# LNP1
LNP1 (англ. Leukemia NUP98 fusion partner 1) – білок, який кодується однойменним геном, розташованим у людей на 3-й хромосомі. Довжина поліпептидного ланцюга білка становить 178 амінокислот, а молекулярна маса — 21 321.
| 10         |  | 20         |  | 30         |  | 40         |  | 50         |
| ---------- |  | ---------- |  | ---------- |  | ---------- |  | ---------- |
| MEHKDDDDDD |  | VSFAKWMSSF |  | WGHSWREEDQ |  | RGLRERHRLQ |  | ATSHRKTSLP |
| CPLPVLPRIP |  | SSDCHPRRHS |  | HEDQEFRCRS |  | HVRDYRKYSE |  | DGSFKEPLES |
| KGRSHSKIEK |  | FSESFERQLC |  | FRTKRSASLG |  | PESRKERNER |  | ECLRMEIKSR |
| KKVEEERSSR |  | KEEHGEAHMA |  | PLFEKGPE   |  |            |  |            |

A: Аланін

C: Цистеїн

D: Аспарагінова кислота

E: Глутамінова кислота

F: Фенілаланін

G: Гліцин

H: Гістидин

I: Ізолейцин

K: Лізин

L: Лейцин

M: Метіонін

N: Аспарагін

P: Пролін

Q: Глутамін

R: Аргінін

S: Серин

T: Треонін

V: Валін

W: Триптофан